# A Portuguesa
A Portuguesa (en español, La Portuguesa) es el nombre por el que se conoce el Himno nacional de Portugal.
La letra fue escrita por Henrique Lopes de Mendonça mientras que la música fue compuesta por Alfredo Keil. Fue compuesta inicialmente como una marcha, como respuesta al ultimátum británico de 1890. Adoptado como un himno republicano y finalmente por la nueva República Portuguesa en 1910 como Himno Nacional, reemplazando a O Hino da Carta, el último himno de la monarquía constitucional en Portugal.

## Historia
Después del ultimátum británico a Portugal, la reacción popular contra los ingleses y contra el gobierno portugués, que permitió ese género de humillación, se manifestó de varias formas.
El 31 de enero de 1891, en una tentativa fallida de golpe de Estado que pretendía implantar la república en Portugal, A Portuguesa ya aparecía como la opción de los republicanos para himno nacional, lo que aconteció, efectivamente, cuando, después de la instauración de la República el 5 de octubre de 1910, la Asamblea Nacional Constituyente lo consagró como símbolo nacional el 19 de junio de 1911 (en esa misma fecha fue también adoptada la bandera nacional).
En 1956, existían varias versiones del himno, no solo en la línea melódica, también en las instrumentales, especialmente para banda, por lo que el gobierno nombró una comisión encargada de estudiar una versión oficial de A Portuguesa. Esta comisión elaboró una versión que sería aprobada en el Consejo de Ministros, el 16 de julio de 1957, y se mantuvo el himno inalterado desde entonces.
La leyenda ampliamente publicitada de que el himno en su versión original refería "contra los bretones" y no "contra los cañones" no tiene fundamento.

## Estructura y protocolo
En la música se nota una pequeña influencia del himno nacional francés, La Marsellesa, también símbolo revolucionario (de la Revolución francesa).
El himno está compuesto por tres partes, cada una de ellas con dos cuartetos (estrofas de cuatro versos), seguidas del estribillo, una quintilla (estrofa de cinco versos).
Cabe aclarar que, de las tres partes del himno, solo la primera parte es usada en ceremonias oficiales.
A Portuguesa es ejecutada oficialmente en ceremonias nacionales, civiles y militares, donde es interpretada en honor a la Patria, a la Bandera Nacional o al Presidente de la República. Del mismo modo, en ceremonias oficiales en el territorio portugués por recepción de jefes de Estado extranjeros, su ejecución es obligatoria después de escuchado el himno del país representado.
A Portuguesa fue designada como uno de los símbolos nacionales de Portugal en la constitución de 1976. En su artículo 11 se afirma que:

2. O Hino Nacional é A Portuguesa.

## Letra
| Portugués (letra oficial) | Portugués (letra original de 1890) | Castellano (traducción de la letra oficial) |
| --- | ---------------------------------- | --- |
| I Heróis do mar, nobre povo, Nação valente e imortal, Levantai hoje de novo O esplendor de Portugal! Entre as brumas da memória, Ó Pátria, sente-se a voz Dos teus egrégios avós, Que há-de guiar-te à vitória! Às armas, às armas! Sobre a terra, sobre o mar, Às armas, às armas! Pela Pátria lutar Contra os canhões marchar, marchar! II Desfralda a invicta Bandeira, À luz viva do teu céu! Brade a Europa à terra inteira: Portugal não pereceu. Beija o solo teu, jucundo, O oceano, a rugir de amor, E o teu Braço vencedor Deu mundos novos ao mundo! Às armas, às armas! Sobre a terra, sobre o mar, Às armas, às armas! Pela Pátria lutar Contra os canhões marchar, marchar! III Saudai o Sol que desponta Sobre um ridente porvir; Seja o eco de uma afronta O sinal de ressurgir. Raios dessa aurora forte São como beijos de mãe, Que nos guardam, nos sustêm, Contra as injúrias da sorte. Às armas, às armas! Sobre a terra, sobre o mar, Às armas, às armas! Pela Pátria lutar Contra os canhões marchar, marchar! |                                    | I Héroes del mar, noble pueblo, Nación valiente e inmortal, ¡Levantad hoy de nuevo El esplendor de Portugal! Entre las brumas de la memoria, ¡Oh Patria, se siente la voz De tus egregios abuelos, Que ha de guiarte a la victoria! ¡A las armas, a las armas! Sobre la tierra, sobre el mar, ¡A las armas, a las armas! ¡Por la patria luchar! ¡Contra los cañones marchar, marchar! II Desenfalda la invicta bandera A la luz viva de tu cielo. Brame Europa a la Tierra entera: ¡Portugal no pereció! Besa tu suelo, jocundo, el océano al rugir de amor, ¡Y tu brazo vencedor Dio mundos nuevos al mundo! ¡A las armas, a las armas! Sobre la tierra, sobre el mar, ¡A las armas, a las armas! ¡Por la patria luchar! ¡Contra los cañones marchar, marchar! III Saludad al sol que despunta Sobre un risueño porvenir; Sea el eco de una afrenta La señal del resurgir. Los rayos de esa aurora fuerte Son como besos de madre, Que nos guardan, nos sostienen, Contra las injurias de la suerte. ¡A las armas, a las armas! Sobre la tierra, sobre el mar, ¡A las armas, a las armas! ¡Por la patria luchar! ¡Contra los cañones marchar! |